# Rayner Peak
Der Rayner Peak ist ein 1270 m hoher und markanter Berg im ostantarktischen Enderbyland. Er ragt 56 km südwestlich des Kopfendes der Edward-VIII-Bucht und 3 km westlich des Robert-Gletschers auf.
Wissenschaftler der britischen Discovery Investigations entdeckten ihn 1936 von Bord der RRS William Scoresby. Namensgeber ist der britische Zoologe George William Rayner (1906–1964), ein Teilnehmer dieser Forschungsfahrt.